# Principe elettore

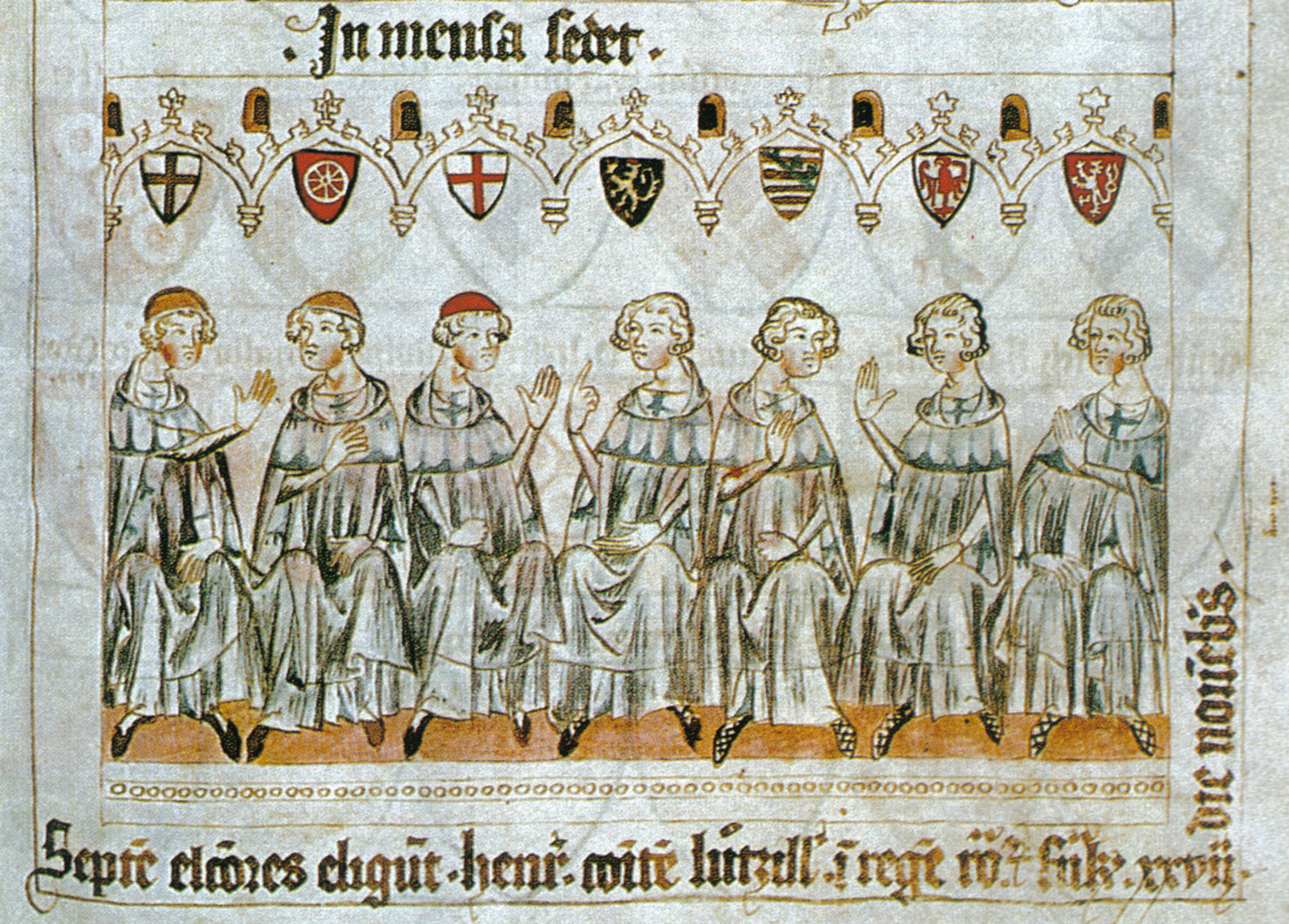
I sette principi elettori eleggono re Enrico di Lussemburgo. Da sinistra a destra: arcivescovo di Colonia, arcivescovo di Magonza, arcivescovo di Treviri, conte palatino, duca di Sassonia, margravio del Brandeburgo e re di Boemia - dal Codex Balduineus (ca. 1340)

I principi elettori (in latino: princeps elector imperii o elector, in tedesco Kurfürst) erano i membri del "collegio elettorale" che a partire dal XIII secolo eleggeva l'imperatore del Sacro Romano Impero. 
La carica era assegnata a un numero limitato di principi tedeschi. Nel 1356 tale carica fu definita ufficialmente nella Bolla d'oro da Carlo IV di Lussemburgo.

## Composizione del collegio
Magonza
     Colonia
     Treviri
     Palatinato
     Sassonia
     Brandeburgo

I domini dei principi elettori nel 1618.
Magonza
Colonia
Treviri Boemia (con terre della corona)
Palatinato
Sassonia
Brandeburgo

Nel XIII secolo il collegio era composto da sette principi. Tre erano i principi ecclesiastici:
- l'arcivescovo di Magonza (arcicancelliere imperiale per la Germania e presidente della Dieta)
- l'arcivescovo di Colonia (arcicancelliere imperiale per l'Italia)
- l'arcivescovo di Treviri (arcicancelliere imperiale per le Gallie)

Quattro erano i principi laici:
- il re di Boemia
- il conte palatino del Reno
- il duca di Sassonia
- il margravio del Brandeburgo.

I principi elettori avevano anche la funzione di consiglieri imperiali, riuniti nell'Unione elettorale. L'Unione, pur non avendo uno status giuridico preciso, permetteva all'imperatore di consultare i principi più importanti, senza dover convocare l'intera Dieta imperiale, cioè tutti gli stati e i principi dell'Impero, che erano numerosissimi e variavano nel tempo a seguito di conquiste, annessioni e divisioni ereditarie. L'Unione elettorale non comprendeva l'elettore di Boemia, poiché spesso quest'ultimo era l'imperatore stesso, nella persona dell'arciduca d'Austria, re di Boemia e d'Ungheria (cioè quasi sempre un Asburgo a partire dal XV secolo).
La funzione del collegio elettorale ebbe una complicazione con la Riforma protestante: mentre i principi ecclesiastici rimasero cattolici, i principi elettori laici diventarono tutti protestanti tranne gli Asburgo (che persero peraltro anche la carica elettorale legata al Regno di Boemia in due occasioni durante le guerre hussite e nella guerra dei trent'anni).

## Storia del collegio dei principi elettori

### Origini
Dal IX al XIII secolo le dinastie regnanti nel Regno dei Franchi orientali prima, e nel Sacro Romano Impero poi, mutarono più volte: si passò dai Carolingi ai Liudolfingi, dai Salici ai Welfen e agli Hohenstaufen. Molte volte si rese necessaria l'elezione di un nuovo sovrano proveniente da una nuova dinastia. Diversamente dalla gran parte degli Stati europei, il Sacro Romano Impero rimase una monarchia elettiva, allo stesso modo degli Stati romano-germanici sorti dopo la scomparsa dell'Impero romano. Anche il figlio di un sovrano in carica necessitava, per veder riconosciuto il proprio diritto di successione, del consenso e dell'elezione da parte dei cosiddetti Grandi del Regno, elezione che non di rado avveniva quando il padre era ancora in vita.
Inizialmente tutti i principi imperiali avevano diritto a prender parte all'elezione del nuovo sovrano. Ma da sempre era esistita una cerchia più ristretta (i cosiddetti laudatores), cui spettava il privilegio di selezionare le varie candidature. In origine ne facevano parte i duchi e gli ecclesiastici di rango più elevato. In seguito alla frammentazione dei ducati più occidentali (Sassonia, Franconia, Svevia), il collegio si modificò e si estese ai principi non necessariamente più potenti, ma piuttosto a quelli maggiormente prestigiosi, che più di altri si avvicinavano al rango e alla dignità del sovrano.
Di essi facevano parte tre arcivescovi (di Magonza, Colonia e Treviri), oltre al conte palatino del Reno, poiché i loro territori facevano parte dell'antico regno franco. L'elezione del sovrano era valida solamente se condivisa dai laudatores. Molto probabilmente il collegio dei principi elettori nacque proprio da questo gruppo esclusivo.

### Evoluzione fino al 1356

#### Sviluppo graduale del Collegio dei principi elettori
Nel 1197 la morte dell'imperatore Enrico VI (1190-1197) pose fine anche al progetto (l'ultimo di questo tipo) di trasformare l'Impero in una monarchia ereditaria. Nella lotta per il trono tra Guelfi e Hohenstaufen che si aprì subito dopo, e che avrebbe portato, l'anno seguente, all'elezione di due candidati al trono, papa Innocenzo III si propose come arbitro. L'incoronazione a sovrano di Germania (Rex Romanorum) era infatti, sin dai tempi di Ottone il Grande (962-973), un passo obbligato per accedere al trono imperiale. L'incoronazione a imperatore avveniva a Roma, da parte del papa. Per questo i papi avevano grande interesse ad esercitare un'influenza sull'elezione del re tedesco.
Nella lotta di successione a Enrico VI, papa Innocenzo III riuscì a far prevalere l'opinione che il consenso dei tre arcivescovi e del conte palatino del Reno fosse necessario ai fini della validità dell'elezione del re. Attraverso il consenso dei principi ecclesiastici, il papato si assicurò così un influsso indiretto sulla scelta del sovrano di Germania e d'Italia - e di conseguenza, dell'imperatore. Agli inizi del XIII secolo questo nucleo iniziale venne ampliato includendo il duca di Sassonia e il Margravio del Brandeburgo. Nello Specchio Sassone di Eike von Repkow (1230) si può leggere: «Nella scelta dell'imperatore il primo deve essere il vescovo di Magonza, il secondo quello di Treviri, il terzo quello di Colonia». Seguono quindi i tre principi laici, mentre al re di Boemia non viene riconosciuto esplicitamente il diritto di partecipare all'elezione «perché non è tedesco».
Un ulteriore rafforzamento del potere dei principi elettori si ebbe durante il Grande Interregno, il periodo dalla deposizione di Federico II di Svevia (1245) all'elezione di Rodolfo I d'Asburgo nel 1273     (preferito al potente re Ottocaro di Boemia, con conseguente scontro tra i due). I principi elettori, nella scelta del Rex Romanorum, si allontanarono dal principio dinastico eleggendo anche principi non appartenenti alla dinastia regnante. In questo modo qualsiasi principe imperiale capì che poteva pretendere di salire al trono. Di conseguenza si scatenò una gara a chi offriva di più per acquistare il consenso dei principi elettori. I pretendenti alla corona dovettero letteralmente comperare l'elezione con vaste concessioni, per esempio garantendo loro privilegi, concessioni che venivano registrate con acribia nella cosiddetta capitulatio. Oltre a queste concessioni di carattere giuridico-politico, a partire dalla fine del XII secolo i pretendenti al trono dovettero anche versare somme ingenti direttamente ai principi elettori. Tutto ciò, oltre a rafforzare il potere e l'ingerenza dei principi imperiali, ebbe per conseguenza la frantumazione territoriale del Regno germanico, in pratica corrispondente all'Impero. Che infatti successivamente, ufficialmente dal 1512, venne chiamato "della nazione tedesca". E per Riforma dell'Impero si intese la riforma unicamente nel territorio del Regno tedesco.
Durante l'interregno si verificò un'altra deviazione dalla consuetudine. Dopo la morte del re dei Romani Guglielmo II d'Olanda (1256), il collegio dei principi elettori divenne un'istituzione chiusa: tutti i principi imperiali che non ne facevano parte furono esclusi dalla scelta del sovrano. Alle elezioni successive entrò nell'esclusivo collegio il Re di Boemia, anche se solo nel 1289 riuscì ad affermare la sua appartenenza permanente all'assemblea. Solo durante le guerre hussite (1420-1431) il re di Boemia non partecipò all'elezione.
Il Codex Balduineus (metà del XIV secolo) contiene la prima rappresentazione per immagini del Collegio dei principi elettori. Il codice fu scritto su incarico dell'arcivescovo di Treviri, Baldovino, fratello dell'imperatore Enrico VII. L'elezione di Enrico VII (1308) mostrò una nuova concezione del proprio ruolo da parte dei principi elettori: tutti e sei presenti in quell'occasione, essi, insieme al neoeletto re, non chiesero l'approvazione papale, ma si limitarono a comunicare a papa Clemente V l'elezione di un nuovo re (e futuro imperatore). In questo modo gli elettori resero manifesto il loro potere "originario" nell'elezione del re: il collegio non necessitava di alcuna approvazione esterna. L'elezione di Enrico VII si differenzia anche rispetto a quella dei suoi due predecessori. Infatti, mentre la politica dinastica di Adolfo di Nassau (1292-98) e Alberto I d'Asburgo (1298-1308) si era rivolta in parte contro i principi elettori, quest'elezione rese evidente che i principi elettori intendevano salvaguardare integralmente i loro privilegi, e che pretendevano che il re eletto facesse altrettanto.
Lo spazio di manovra del re veniva in questo modo limitato notevolmente, anche se Enrico VII cercò di rafforzare la propria posizione assicurandosi una base dinastica territoriale in Boemia e cercando in Italia un rinnovamento dell'istituzione imperiale.

#### L'unione elettorale di Rhens
Nel 1338, con l'unione elettorale di Rhens (cittadina della Renania-Palatinato), i principi elettori decisero di collaborare più strettamente tra loro, per decidere in maniera congiunta le future elezioni del sovrano. Da questa unione nacque più tardi il Collegio dei Principi elettori nella Dieta imperiale. In quell'occasione essi stabilirono inoltre che al papa non spettava alcun diritto d'approvazione della nomina del sovrano da loro eletto. Il documento che sancisce queste decisioni, del 16 luglio 1338, recita:
Quest'evoluzione ebbe termine nel 1508, quando l'imperatore Massimiliano I, si autonominò imperatore eletto dei romani, avendo sì l'approvazione del pontefice, ma senza essere da lui materialmente incoronato a Roma per l'ostacolo di Venezia. Da quel momento, con l'eccezione di Carlo V, nessun imperatore si recò a Roma per essere incoronato dal papa. Dal 1562 in poi la cerimonia d'incoronazione ebbe luogo di solito a Francoforte, città nella quale avveniva l'elezione.

Il titolo di Rex Romanorum subì una modifica nelle sue attribuzioni: fino a Massimiliano I, il re dei Romani manteneva questo titolo anche dopo l'incoronazione imperiale (consuetudine instaurata nel 1125) conservandolo sino alla morte. Da Massimiliano I in poi fu riservato al successore designato dell'imperatore ancora in vita.

#### La Bolla d'oro

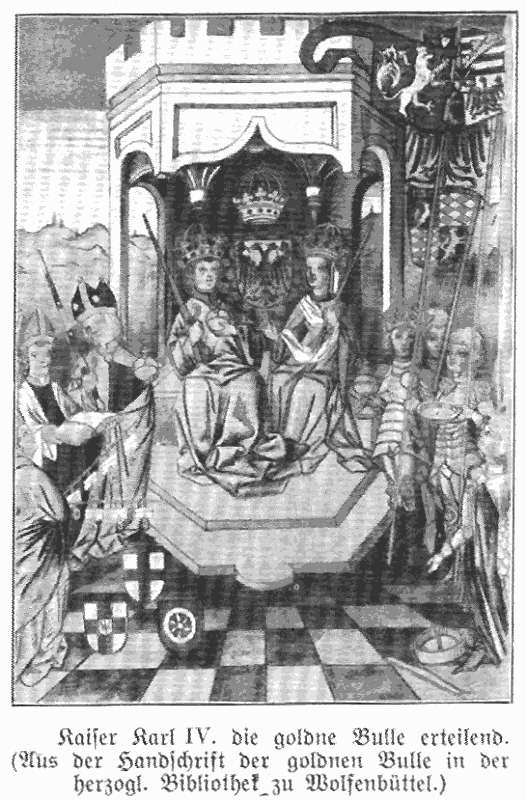
Carlo IV promulga la Bolla d'oro

I diritti e i doveri dei principi elettori erano basati, sino a questo punto, principalmente sulla consuetudine. L'imperatore Carlo IV, con la Bolla d'oro, fissò giuridicamente la procedura per l'elezione dell'imperatore. L'Italia fu ignorata, nonostante fosse un regno imperiale come quello tedesco. Questo documento, sino al 1806, rappresentò uno dei fondamenti costituzionali del Sacro Romano Impero. Tra le norme procedurali da esso stabilite si legge tra l'altro:

### Evoluzione nei secoli XVII e XVIII

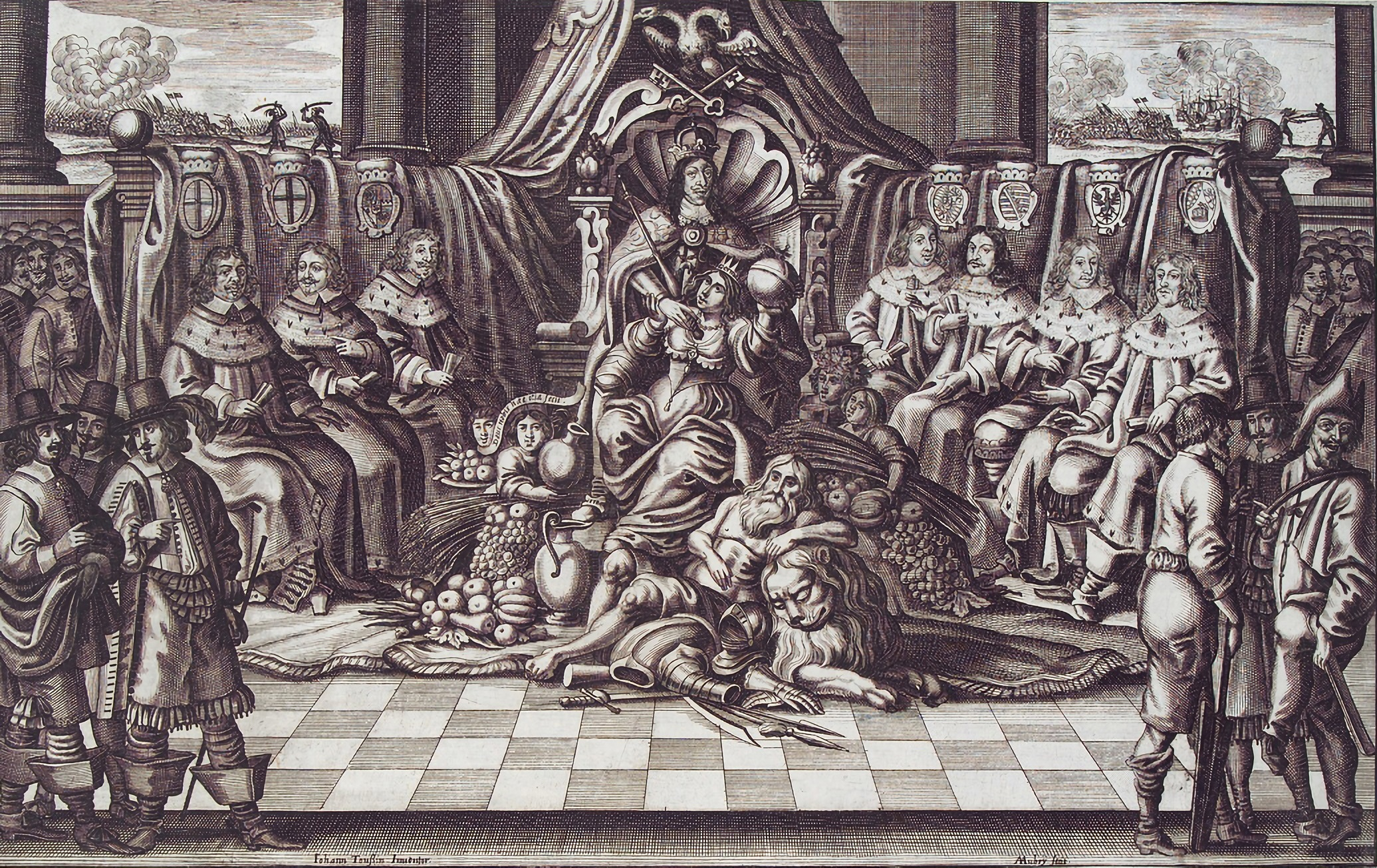
L'imperatore e gli otto principi elettori, incisione di Abraham Aubry, Norimberga 1663/64

Il primo ampliamento del collegio dei principi elettori ebbe luogo durante la guerra dei trent'anni. L'imperatore Ferdinando II spogliò dei suoi titoli, per fellonia, il conte palatino Federico V, noto come il "re d'inverno" per il suo sfortunato tentativo di impadronirsi della corona di Boemia. Come compenso dell'aiuto prestato per scacciare quest'ultimo dalla Boemia,  il duca di Baviera Massimiliano I, della casata dei Wittelsbach, la stessa di Federico V, occupò l'Alto Palatinato (e cioè una delle due parti principali, non contigue, in cui era suddiviso l'elettorato del Palatinato), e ottenne dall'imperatore l'investitura come nuovo "Elettore Palatino", prima ad personam (1623), poi a titolo ereditario (1628), sostituendo così il cugino Federico nel collegio dei principi elettori dell'Impero. Nel 1648, la pace di Vestfalia obbligò Massimiliano I a restituire le dignità elettorale palatina a Carlo I Luigi (figlio ed erede del deposto Federico V), titolato come "conte palatino (del Reno)", ma confermò al duca di Baviera il definitivo possesso dell'Alto Palatinato e, come signore di tale territorio, gli attribuì una nuova dignita elettorale ("duca palatino").
Alla fine del XVII secolo la casa degli Asburgo, assicuratasi di fatto l'ereditarietà del titolo imperiale, richiese la riammissione del Regno di Boemia nel Collegio dei grandi principi elettori. Tuttavia, gli altri elettori e principi dell'impero, temporeggiarono a lungo e cercarono di ostacolarne l'ingresso, temendo un ulteriore rafforzamento politico della già potente dinastia imperiale negli affari della Dieta. Per tali cause il nuovo elettorato di Boemia fu ammesso nel Collegio solo nel 1708. La sua esistenza fu tuttavia breve e la sua attività marginale: non appartenne mai a nessun circolo imperiale (dopo la riforma imperiale approvata nel 1521), ebbe un'influenza occasionale in seno alla Dieta e con la morte di Maria Teresa d'Austria fu definitivamente soppresso.
Nel 1692 il duca Ernesto Augusto di Brunswick-Lüneburg (Hannover) pretese, per la propria casata, l'istituzione di un nono seggio nel Collegio dei principi elettori, in cambio dell'aiuto militare prestato alla casa d'Austria (imperiale) contro la Francia durante la guerra di successione del Palatinato. In questa vicenda ebbe un ruolo anche il fatto che l'elettore del Palatinato, ora appannaggio dei Wittelsbach, era passato a una dinastia cattolica; con la creazione di un nono elettore, l'elemento protestante sarebbe stato rafforzato. Nonostante le proteste degli elettori cattolici, l'imperatore assecondò Ernesto Augusto, che però rimase solo designato, dato che l'effettiva dignità elettorale venne riconosciuta al figlio e successore solo nella Dieta del 1708, riconoscimento avvenuto contemporaneamente a quello del Regno di Boemia.
Poiché la casata degli Hannover, nel 1714, ascese al trono britannico, per tutto il secolo XVIII la monarchia inglese ebbe voce in capitolo nell'elezione dell'imperatore del Sacro Romano Impero, per l'elettorato di Brunswick-Hannover e le contee di Hoya, Diepholz e Spiegelberg.
Nel 1777 il Palatinato e la Baviera furono riuniti nella persona di un singolo Wittelsbach che assunse il rango di elettore di Baviera, mentre quello di elettore palatino fu abolito. Si ebbero così otto elettori imperiali.

### La fine
Durante le guerre napoleoniche, la Francia rivoluzionaria si annetté tutti i territori a sinistra del Reno, comprese vaste parti dei territori prima appartenenti ai quattro elettori renani: i tre arcivescovati di Magonza, Colonia e Treviri, oltre a parte del Palatinato, il cui ufficio da elettore era comunque già stato abolito nel 1777.
Nel Reichsdeputationshauptschluss (Relazione conclusiva della Deputazione imperiale) del 1803, pertanto, ai cinque elettorati superstiti (Boemia, Sassonia, Brandeburgo, Baviera e Hannover) ne furono aggiunti altri cinque:
- Principato di Ratisbona, creato in luogo del precedente principato vescovile per Karl Theodor von Dalberg, l'arcivescovo che aveva perso Magonza a seguito dell'annessione francese: mantenne anche il titolo di arcicancelliere dell'Impero che era stato proprio dell'elettore di Magonza;
- Granducato di Salisburgo, creato in luogo del precedente principato vescovile per Ferdinando III d'Asburgo-Lorena come compensazione per la perdita del Granducato di Toscana; nel 1805 Salisburgo andò direttamente all'Austria e Ferdinando fu nuovamente compensato, stavolta con il Granducato di Würzburg (anch'esso ex principato vescovile);
- il già esistente Ducato del Württemberg di Federico III fu elevato a Elettorato del Württemberg;
- il già esistente Margraviato del Baden di Carlo Federico fu elevato a Elettorato di Baden;
- il già esistente Langraviato d'Assia-Kassel di Guglielmo IX fu elevato a Elettorato d'Assia.

La riforma tuttavia non ebbe mai applicazione pratica, perché poco dopo, nel 1806, il Sacro Romano Impero venne sciolto e i nuovi elettori non ebbero mai la possibilità di esprimere il proprio voto o di eleggere alcun imperatore.

### Dopo la fine del Sacro Romano Impero
I rivolgimenti napoleonici riguardarono anche gli ex-elettorati, sia storici sia recenti: nel 1806 tre di essi si auto-promossero a regni (Baviera, Sassonia, Württemberg) e il Baden si auto-promosse da elettorato a granducato. Tutti questi diedero vita alla Confederazione del Reno assieme ad altri Stati tedeschi fedeli alla Francia napoleonica. Da questo processo politico restarono esclusi Ratisbona e Würzburg (direttamente annessi alla Baviera rispettivamente nel 1810 e nel 1814), oltre naturalmente a Boemia, Brandeburgo e Hannover (appannaggio rispettivamente dell'imperatore d'Austria, del re di Prussia e del re di Gran Bretagna). Per quanto riguarda l'Assia-Kassel, invece, Guglielmo scelse di mantenere il titolo di elettore (probabilmente per differenziarsi in statura dal Granducato di Assia-Darmstadt e dal Langraviato di Assia-Homburg), benché non vi fosse più alcun imperatore da eleggere; quasi subito, comunque, Napoleone depose Guglielmo e rimpiazzò l'Elettorato d'Assia con il Regno di Vestfalia, su cui pose suo fratello Girolamo.
Nonostante l'originaria impronta napoleonica, lo status regale o granducale degli ex-elettorati non fu revocato dal congresso di Vienna, bensì confermato all'interno della nuova Confederazione germanica; fu inoltre restaurato l'Hannover (che era stato occupato dai francesi), finalmente anch'esso come regno. L'unica eccezione fu ancora una volta l'Assia-Kassel, ove il congresso restaurò Guglielmo. L'Assia-Kassel mantenne la denominazione di "elettorato" per il successivo cinquantennio, fino alla sua fine nel 1866.

## Procedura dell'elezione e privilegi dei principi elettori
Inizialmente l'elezione del re da parte dei principi elettori doveva avvenire all'unanimità. Solamente con l'unione elettorale di Rhens, del 1338, ci si accordò sul principio del voto a maggioranza. Anche se il sovrano era in vita, era possibile procedere all'elezione del successore. Se ciò non accadeva, la Bolla d'oro prevedeva che, nel termine massimo di quattro mesi, l'arcivescovo di Magonza convocasse gli altri principi elettori o i loro delegati a Francoforte per l'elezione del nuovo re. L'arcivescovo di Magonza, nella sua qualità di arcicancelliere dell'Impero, presiedeva inoltre il collegio. Egli doveva interrogare gli Elettori riguardo alla loro decisione, secondo un ordine ben definito: primo l'arcivescovo di Treviri, quindi quello di Colonia, poi, nell'ordine, il conte palatino, il margravio di Brandeburgo, il duca di Sassonia e il re di Boemia. L'ultimo voto (e spesso, quello decisivo) spettava allo stesso arcivescovo di Magonza.
Fino al secolo XVI l'incoronazione aveva luogo ad Aquisgrana, per opera dell'arcivescovo di Colonia. A partire dall'elezione di Massimiliano II (1562) e fino allo scioglimento dell'impero quasi tutte le incoronazioni si tennero a Francoforte. L'ultima avvenne nel 1792.
La Bolla d'oro garantì ai principi elettori una serie di privilegi: avevano il diritto di batter moneta, e altre regalie; erano considerati maggiorenni a 18 anni, e le aggressioni contro di loro erano reato di lesa maestà. I loro territori erano indivisibili, e le sentenze emanate dai loro tribunali supremi non erano appellabili. Infine il re non poteva avocare a sé alcuna causa che ricadesse sotto la loro giurisdizione.
Verso il 1650 circa, i grandi elettori ebbero il titolo di Durchläuchtig ("altezza serenissima"), mentre altri titoli di stile si diffusero per gli altri elettori dopo il 1710-15:
per il re di Prussia, elettore del Brandeburgo, furono usate le espressioni onorifiche di Durchläuchtigster Fürst, ; da notare che il superlativo Durchläuchtigster veniva usato nei protocolli diplomatici anche per i re di Danimarca, Svezia e Polonia, questo per il tentativo di molti giuristi tedeschi di diritto imperiale di legittimare la dignità reale anche per gli elettori dell'impero. Per l'arcivescovo di Magonza fu usato il titolo di Hochwürdiger lieber Neve und Chur-Fürst, per gli altri grandi elettori laici il titolo di Durchläuchtig Hochgebohrner lieber Oheim und Chur-Fürst, e poi dal 1742 Durchläuchtigste Fürsten.

## Alti incarichi

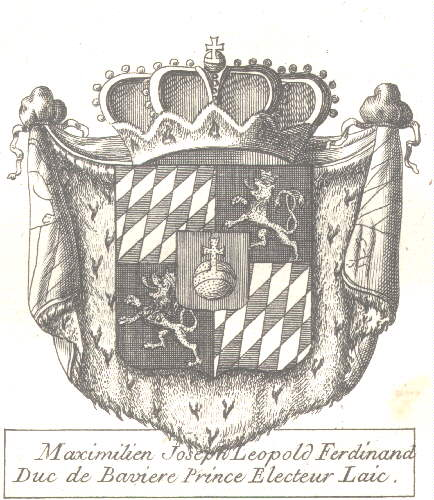
Stemma di Massimiliano I di Baviera, arci-vicario e principe elettore

Ogni elettore godeva del privilegio di un "Alto Incarico dell'Impero" ed era membro del cerimoniale della Casa Imperiale. Tre di loro rivestivano il ruolo di elettori spirituali di tutti gli arci-cancellieri (Erzkanzler): l'arcivescovo di Magonza era arci-cancelliere di Germania,  l'arcivescovo di Colonia era arci-cancelliere d'Italia e l'arcivescovo di Treviri era arci-cancelliere della Gallia. Gli altri incarichi erano i seguenti:
| Emblema                             | Incarico imperiale               | tedesco          | latino            | Elettore                                |
| ----------------------------------- | -------------------------------- | ---------------- | ----------------- | --------------------------------------- |
| —                                   | Arci-maggiordomo o arci-coppiere | Erzmundschenk    | Archipincerna     | Re di Boemia                            |
|                                     | Arci-siniscalco o arci-vicario   | Erztruchseß      | Archidapifer      | Conte palatino del Reno (1356-1623)     |
| Duca di Baviera (1623-1706)         | Arci-siniscalco o arci-vicario   | Erztruchseß      | Archidapifer      |                                         |
| Conte palatino del Reno (1706-1714) | Arci-siniscalco o arci-vicario   | Erztruchseß      | Archidapifer      |                                         |
| Duca di Baviera (1714-1806)         | Arci-siniscalco o arci-vicario   | Erztruchseß      | Archidapifer      |                                         |
|                                     | Arci-maresciallo                 | Erzmarschall     | Archimarescalcus  | Principe di Sassonia                    |
|                                     | Arci-ciambellano                 | Erzkämmerer      | Archicamerarius   | Margravio di Brandeburgo                |
|                                     | Arci-tesoriere                   | Erzschatzmeister | Archithesaurarius | Conte palatino del Reno (1648-1706)     |
| Duca di Hannover (1710-1714)        | Arci-tesoriere                   | Erzschatzmeister | Archithesaurarius |                                         |
| Conte palatino del Reno (1714-1777) | Arci-tesoriere                   | Erzschatzmeister | Archithesaurarius |                                         |
| Duca di Hannover (1777-1806)        | Arci-tesoriere                   | Erzschatzmeister | Archithesaurarius |                                         |
|                                     | Arci-araldo                      | Erzbannerträger  | Archivexillarius  | Duca di Hannover (1692-1710, 1714-1777) |

Quando il duca di Baviera rimpiazzò l'elettore palatino nel 1623, egli assunse l'incarico di arci-vicario. Quando il conte palatino si garantì un nuovo elettorato, assunse la posizione di arci-tesoriere dell'Impero. Dopo che il duca di Baviera venne bandito dall'Impero nel 1706, l'elettore palatino ritornò in possesso del proprio incarico di arci-vicario, e nel 1710 l'elettore di Hannover venne promosso ad arci-tesoriere. La questione si complicò alla restaurazione del duca di Baviera nel 1714; l'elettore di Baviera assunse nuovamente l'incarico di arci-vicario, mentre l'elettore palatino tornò all'incarico di arci-tesoriere e l'elettore di Hannover ottenne l'incarico di Arci-Araldo. Gli elettori di Hannover, a ogni modo, continuarono a essere indicati come arci-tesorieri, anche se l'elettore palatino lo esercitò sino al 1777, quando ereditò la Baviera e il titolo di arci-vicario. Dopo il 1777, non vennero apportati altri cambiamenti significativi; erano stati pensati nuovi incarichi per il 1803, ma il Sacro Romano Impero venne abolito prima che queste riforme fossero applicate.
Molti alti ufficiali utilizzavano nei loro stemmi dei segni di distinzione; molti di questi, che spesso erano "pezze onorevoli", erano indicate nel centro della stemma, in posizione d'onore (come indicato dall'immagine a destra) oltre alle altre cariche che ricoprivano. L'arci-vicario usava un globo dorato in campo rosso (come si può vedere nell'immagine in alto a destra). L'arci-maresciallo utilizzava un simbolo più complesso, due spade rosse incrociate a croce di sant'Andrea, su un campo nero e bianco. L'arci-ciambellano utilizzava uno scettro d'oro su un campo blu, mentre l'arci-tesoriere utilizzava la corona di Carlo Magno, d'oro, su un campo rosso. Come già detto sia l'elettore palatino sia l'elettore di Hannover usavano definirsi come arci-tesorieri dal 1714 al 1777; durante questo periodo, entrambi gli elettori utilizzavano il medesimo segno distintivo. I tre arci-cancellieri e l'arci-maggiordomo non usavano segni distintivi.
I principi-elettori esercitavano le funzioni connesse ai loro titoli quasi solo nel momento dell'incoronazione dell'Imperatore, durante la quale essi portavano le insegne dell'Impero; negli altri casi di solito venivano rappresentati da un sostituto, che di solito apparteneva a una nobile famiglia investita del compito in via ereditaria. I doveri di arci-maggiordomo erano quindi assolti dal conte di Althann, quelli di arci-siniscalco dal conte di Waldburg, quelli di arci-ciambellano dal conte di Hohenzollern, quelli di arci-maresciallo dal conte di Pappenheim e quelli di arci-tesoriere dal Conte di Sinzendorf.